# Manga (Burquina Fasso)
Manga é uma cidade do Burquina Fasso, capital da província de Zoundwéogo. Em 2012, sua população era estimada em 22 943 habitantes.